# Aktierisiko
Aktierisiko er risikoen for, at værdien af en portefølje af aktier ændres.
Den største risiko ved en aktie er, at aktieudstederen går konkurs og at aktien dermed mister hele sin værdi. 
Mere realistisk kan aktierisikoen opgøres som porteføljens markedsværdi ganget med den forventede ændring i kurserne på de aktier, der indgår i porteføljen. Forventningen er baseret på de historiske kursændringer. Value-at-Risk er en meget anvendt metode. 